# Кафедра микро- и наноэлектроники Санкт-Петербургского государственного электротехнического университета
Кафедра микро- и наноэлектроники СПбГЭТУ «ЛЭТИ» — кафедра факультета электроники Санкт-Петербургского государственного электротехнического университета «ЛЭТИ» им. В. И. Ульянова (Ленина).
С момента основания кафедра несколько раз переименовывалась. Первоначально названная кафедрой электротехнических материалов, в 1951 г. была переименована в кафедру диэлектриков и полупроводников, в 1995 г. — в кафедру микроэлектроники. С 2011 г. носит имя кафедры микро- и наноэлектроники.
Впервые в стране на кафедре стала осуществляться целенаправленная подготовка специалистов по твердотельной электронике для стремительно развивающейся электронной промышленности.

## История

### Основание кафедры. Руководство Богородицкого (1946—1967)
Кафедра основана в 1946 г. профессором Николаем Петровичем Богородицким. «Исторические корни» кафедры уходят в высоковольтную лабораторию ЛЭТИ им. профессора А. А. Смурова. Первое время кафедра размещалась на площадях кафедры техники высоких напряжений, так как других свободных площадей в институте на тот момент не было. Для исследования изоляционных материалов использовались высоковольтные установки кафедры техники высоких напряжений. Первоначально в штате кафедры кроме профессора Богородицкого были только три человека: доцент В. В. Пасынков, ассистент М. В. Курлин и лаборантка Р. К. Манакова (для сравнения: сегодня на кафедре только профессоров — 10 человек).
Кафедра обеспечивала курс «Электротехнические материалы» объёмом 70 часов для всех факультетов ЛЭТИ, в том числе 50 часов лекций и 20 часов лабораторных работ. «Электротехнические материалы» читались в весеннем семестре III курса, после «Физики» и одновременно со второй частью «Теоретических основ электротехники». Основу курса составляли электроизоляционные материалы. Уже уделялось внимание и полупроводникам и магнитным материалам, но не более 10 % учебного времени. Лабораторные занятия проводились только по диэлектрикам, причем в 1946 г. было издано типографским способом первое учебное пособие (Пасынков В. В., Курлин М. В. «Руководство к лабораторным занятиям по электроизолирующим материалам»).
Для расширения и углубления лекционного материала использовалась специальная литература: В. Т. Ренне и К. Б. Карандеев «Электротехнические материалы техники слабого тока» (1933); А. А. Смуров «Электротехника высокого напряжения и передача электрической энергии» (1935); Н. П. Богородицкий «Высокочастотные диэлектрики» (1935).
Кафедра стала интенсивно развиваться в связи с начавшейся по инициативе Н. П. Богородицкого, поддержанной академиками А. Ф. Иоффе и А. И. Бергом, а также руководителями академических и отраслевых радиотехнических НИИ, подготовкой инженеров по специальности «Диэлектрики и полупроводники». Первый выпуск (8 инженеров) состоялся в 1952 г., а в 1957 г. был выпущен уже 21 инженер. С момента основания на кафедре велись исследования по созданию эталонных измерительных конденсаторов, изоляторов автосвечей, опорных мачтовых изоляторов, стеклянных изоляторов и других электротехнических изделий.
Толчком к бурному развитию полупроводниковых приборов было изобретение в 1948 г. Бардиным, Браттейном и Шокли твердотельного транзистора. С конца пятидесятых многие электровакуумные заводы стали наращивать производство полупроводниковых приборов. Были построены специализированные предприятия в Подмосковье, Новгороде и других городах. Для них требовались инженерные кадры, и это обусловило ежегодный рост выпуска кафедры. К 1957 г. в штате кафедры насчитывалось около 20 преподавателей и аспирантов, в 1967 г. — 42, а затем этот показатель увеличился до 73.
Наряду с разработкой учебных планов, программ дисциплин, учебных лабораторий Н. П. Богородицкий вместе с В. В. Пасынковым в кратчайшие сроки завершает работу по написанию учебника «Электротехнические материалы», в котором наряду с диэлектриками, металлами, магнитными материалами имелся раздел, посвящённый полупроводникам, который выдержал 20 переизданий, в том числе во многих зарубежных странах, на английском, китайском, румынском и других языках. За этот учебник Н. П. Богородицкий вместе с В. В. Пасынковым был удостоен третьей государственной премии.
Были развернуты работы по исследованию электрофизических свойств на тот момент нового полупроводникового материала карбида кремния и созданию различных приборов на основе карбидокремниевой керамики, таких, как нелинейные полупроводниковые сопротивления, волноводные поглотители, игнитронные поджигатели и многие другие.
Новое название кафедры (с 1951 г. кафедра диэлектриков и полупроводников) исторически было обусловлено двумя научно-образовательным направлениями: физика и техника диэлектриков и физика и техника полупроводников. Первое направление преобладало с конца сороковых до конца пятидесятых, второе — с конца пятидесятых до настоящих дней.
В 1956 г. по постановлению правительства при кафедре была организована проблемная лаборатория электрофизических процессов в диэлектриках и полупроводниках. Преемником данной лаборатории является действующий сегодня на базе кафедры НОЦ «Материалы электроники и фотоники».
В 1957 г. Ю. А. Карпов, В. А. Красноперов и Ю. Т. Окунев создали первую модель диэлектрического двигателя. Изобретение получило Золотую медаль на международной выставке в Брюсселе (1958 г.), а также экспонировалось на ВДНХ.
Большое влияние на расширение научной тематики по физической химии полупроводников оказало приглашение Н. П. Богородицким в 1960 г. на кафедру известного специалиста профессора Бориса Филипповича Ормонта.
В 1961 г. при кафедре диэлектриков и полупроводников создана научная лаборатория квантовых генераторов.
С 1961 г. кафедра стала выпускающей по специальности «Полупроводниковые приборы». С 1961 г. кафедра активно участвовала в организации филиала ЛЭТИ в Новгороде и подготовке инженеров по этой специальности. Позднее на базе этого филиала был создан Новгородский политехнический институт.
В 1962 г. кафедра диэлектриков и полупроводников начала подготовку студентов по новой специализации «Квантовая электроника» ввиду потребности в таких специалистах ленинградских предприятий, в частности ЛОМО.

### Руководство Пасынкова (1967—1984)
После смерти Богородицкого руководство кафедрой возглавил Пасынков Владимир Васильевич.
К концу шестидесятых сформировалась и эффективно работала до начала девяностых внутренняя структура кафедры, отражавшая спектр её научно-образовательных направлений. Основу этой структуры составляли 13 научных групп:
- карбид кремния и приборы на его основе (группы Ю. М. Таирова, Э. Е. Виолина и А. А. Кальнина);
- моделирование физических процессов в полупроводниковых приборах (группа А. Д. Шинкова);
- электролюминесцентные и фотоактивные материалы и приборы на основе соединений типа А2В6 (группа Г. А. Савельева);
- сегнетоэлектрические и магнитные материалы и устройства на их основе (группа Я. И. Пановой);
- разработка электронных устройств на основе активных диэлектриков (группа В. Н. Таирова)
- синтезом и исследование свойств полупроводниковых фаз переменного состава на основе соединений типа А2В6 и А4В6 (группа Б. Ф. Ормонта);
- исследование полупроводниковых оксидов редкоземельных металлов и создание тензодатчиков на основе кремния (группа Ю. М. Волокобинского);
- разработка электролюминесцентных материалов и приборов на основе соединений типа А3В5 и исследованием их свойств и характеристик (группы И. Г. Пичугина, В. С. Сорокина, Ю. Л. Ильина и А. Н. Пихтина).

Общее руководство карбидной тематикой осуществлял Ю. М. Таиров, принявший её в 1968 г. после ухода с кафедры Г. Ф. Холуянова и сменивший в 1984 г. В. В. Пасынкова на посту заведующего кафедрой. Общее руководство тематикой, связанной с соединениями типа А3В5, осуществлял Д. А. Яськов.
В 1973 г. для углубления связей ЛЭТИ с промышленностью при учебно-методической поддержке кафедры была организована базовая кафедра при НПО «Позитрон». Её первым заведующим стал главный инженер объединения, Герой Социалистического Труда, доктор технических наук Е. А. Гайлиш.

### Руководство Таирова (1984—2009)
В 1986 г. коллектив кафедры принял активное участие в создании Центра микротехнологии и диагностики (ЦМиД) ЛЭТИ, которым с момента создания и по настоящее время руководит нынешний заведующий кафедрой В. В. Лучинин.
К 60-летию кафедры издательство «Физматлит» опубликовало монографию «Нанотехнология. Физика, процессы, диагностика, приборы» (под ред. В. В. Лучинина, Ю. М. Таирова).
Выпуск кафедрой инженеров по обеим специальностями («Диэлектрики и полупроводники» и «Полупроводниковые приборы»). Выпуск кафедрой инженеров по обеим специальностям в ходе пятилеток сильно возраостал: от 64 специалистов в 1952—1955 гг до 608 в 1981—1985 гг. После начала " перестройки" этот показатель снизился: 591 инженер в 1985—1990 гг. и 534 в 1991—1995 гг.
Будучи одним из инициаторов открытия в 2004 г. нового направления подготовки «Нанотехнология», кафедра совместно с профильными кафедрами МИЭТ и МИСИС приняла активное участие в разработке федеральных государственных образовательных стандартов (ФГОС) второго поколения.
В 2005 г. в рамках интеграции научно-образовательной деятельности организаций российской высшей школы и Академии наук по инициативе кафедры с учетом высокой динамики развития физики и технологии наноразмерных систем и их практического использования в области микро- и наноэнергетики при ФТИ им. А. Ф. Иоффе была создана базовая кафедра физики и современных технологий твердотельной электроники. Её возглавил директор института член-корреспондент РАН А. Г. Забродский, а заместителем заведующего был назначен зав. лабораторией д. т. н. Е. И. Теруков.

### Настоящее время
С 2009 г. кафедрой руководит доктор технических наук В. В. Лучинин. Его заместителями являются: по учебной работе — кандидат технических наук, доцент Н. П. Лазарева, по научной работе — доктор физико-математических наук, профессор В. А. Мошников.
В настоящее время на кафедре работают 39 преподавателей (в том числе 11 докторов наук, профессоров и 28 кандидатов наук, доцентов, а также 7 кандидатов наук, старших научных сотрудников). Базовыми научными направлениями кафедры являются:
- физика и технология естественных сверхрешеток широкозонных полупроводников — карбида кремния и нитрида алюминия включая приборы экстремальной электроники на их основе;
- фундаментальные и прикладные исследования полупроводниковых соединений типа A3B5 с преимущественной ориентацией на наноструктурированные композиции для опто- и наноэлектроники;
- физика и технология нанокомпозитов на основе оксидов и халькогенидов IV группы для оптической и газовой сенсорики;
- аппаратурно-методическое обеспечение оптической и емкостной спектроскопии квантово-размерных систем;
- электронная компонентная база микросистемной техники для экстремальных условий эксплуатации.

Будучи одним из инициаторов открытия в 2004 г. нового направления подготовки «Нанотехнология», кафедра совместно с МЭТИ и МИСИС приняла участие в разработке федеральных государственных стандартов (ФГОС) II поколения. В 2009 г. кафедра микроэлектроники совместно с другими кафедрами факультета электроники закончили разработку ФГОС III поколения по новому направлению «Электроника и наноэлектроника» (210100) и самостоятельно разработала стандарт по направлению «Нанотехнология и микросистемная техника» (222900). Оба ФГОС с 2011 г. введены в образовательный процесс высшей школы.
В 2011 г. ученый совет СПбГЭТУ «ЛЭТИ» поддержал инициативу кафедры о переименовании её в кафедру микро- и наноэлектроники (приказ от 31.08.2011 № 1645).
С 2011 г. кафедра микроэлектроники приступила к подготовке бакалавров техники и технологии по направлениям «Электроника и наноэлектроника» (прием — 50 студентов) и «Нанотехнологии и микросистемная техника» (прием — 50 студентов), а также магистров техники и технологии по магистерским программам: «Нанотехнологии и диагностика», «Наноэлектроника и фотоника», «Нано- и микросистемная техника».
С 2009 г. на кафедре возрождена система участия в повышении квалификации профессорско- преподавательского состава вузов для различных регионов России. Ежегодно по заказу Минобрнауки кафедра реализует две программы повышения квалификации: «Нанотехнологии и нанодиагностика» и «Нано- и микросистемная техника». Общее количество преподавателей других вузов, проходящих в течение года повышение квалификации на кафедре, составляет 75 человек.
В 2010 г. по инициативе кафедры в ЛЭТИ был создан научно-образовательный центр «Нанотехнологии». Директором центра является доцент кафедры, д.т.н. А.В.Корляков, научным руководителем — заведующий кафедрой В. В. Лучинин.
В 2011 г. в связи с новыми требованиями ФГОС третьего поколения по уменьшению лекционной и увеличению экспериментально-практической составляющей учебного процесса по заказу Минобрнауки был реализован проект по обеспечению удаленного доступа к уникальному аналитико-технологическому комплексу  интегрированных в единой технологической камере наноразмерных ионного и электронного пучков. За разработку и создание отечественной инновационной образовательной системы подготовки кадров в области нанотехнологий и наноматериалов, объединяющей высокий научный потенциал с передовыми разработками в образовательной сфере, сотрудники кафедры В. В. Лучинин, Ю. М. Таиров и ряд преподавателей других вузов (МИЭТ, МИСиС, МАТИ) были удостоены в 2011 г. премии Правительства РФ в области образования.
Все преподаватели, а также 3 докторанта и 20 аспирантов участвуют в научных исследованиях в области нанотехнологии, физики и технологии естественных сверхрешеток, опто- и наноэлектроники, оптической и емкостной спектроскопии квантоворазмерных систем, физики и технологии нанокомпозитов, тонкопленочной электроники, микросистемной техники, физики и технологии электролюминесцентных приборов и др.

## Заведующие кафедрой

###### с 1946 по 1967 гг. — профессорН. П. Богородицкий
- с 1967 по 1984 гг. — профессор В. В. Пасынков
- с 1984 по 2009 гг. — профессор Ю. М. Таиров
- с 2009 по 2023 гг. — д. т. н. В. В. Лучинин

## Выпускники
За 60 лет кафедра микроэлектроники подготовила свыше 5 тысяч специалистов, из которых более 500 защитили кандидатские и докторские диссертации. Наряду с отечественными специалистами кафедра подготовила свыше 500 инженеров, кандидатов и докторов наук для зарубежных стран: Китай, Германия, Куба, Вьетнам, Болгария, Польша и др. в том числе: для Германии — 158, Болгарии — 138, Польши — 84.

## Основные учебники и учебные пособия, написанные коллективом кафедры
Преподавателями кафедры были написаны учебники и учебные пособия по общенаучным и специальным дисциплинам, по которым ведется подготовка студентов в многих вузах страны. Многие из них переведены на иностранные языки.
- Богородицкий Н. П., Пасынков В. В., Тареев Б. М. Электротехнические материалы — 7 отечественных и 9 зарубежных изданий
- Богородицкий Н. П., Пасынков В. В. Материалы электронной техники — 3 отечественных и 1 зарубежное издание
- Ормонт Б. Ф. Введение в физическую химию и кристаллохимию полупроводников — 3 отечественных и 1 зарубежное издание
- Пасынков В. В., Чиркин Л. К., Шинков А. Д. Полупроводниковые приборы — 7 изданий
- Справочник по электротехническим материалам в трех томах — 3 издания
- Таиров Ю. М., Цветков В. Ф. Технология полупроводниковых и диэлектрических материалов — 3 издания
- Пичугин И. Г., Таиров Ю. М. Технология полупроводниковых приборов — 2 издания
- Пихтин А. Н. Оптическая и квантовая электроника — 2 издания
- Преображенский А. А. Магнитные материалы и элементы — 2 издания
- Сорокин В. С., Лазарева Н. П., Антипов Б. Л. Материалы и элементы электронной техники
- Панов М. Ф., Соломонов А. В., Филатов Ю. В. Физические основы интегральной оптики
- Александрова О. А., Максимов А. И., Мошников В. А., Чеснокова Д. Б. Халькогениды и оксиды элементов IV группы. Получение, исследование, применение
- Максимов А. И., Мошников В. А., Таиров Ю. М., Шилова О. А. Основы золь-гель-технологии нанокомпозитов